# Мини Драйвър
Амелия Фиона „Мини“ Драйвър (на английски: Amelia Fiona 'Minnie' Driver) е английска актриса, певица и текстописка. Има номинации за наградите „Златен глобус“ и „Оскар“.
Отгледана е в Барбадос. Има смесен италиански, ирландски, шотландски и френски произход.
Дебютът ѝ в телевизията е през 1991 година. Получава малки роли във филми. Внезапна популярност ѝ носи филмът „Приятелски кръг“ през 1995 година. Номинирана е за „Оскар“ за филма „Добрият Уил Хънтинг“ през 1997 година.
На 5 септември 2008 г. ражда син, но не е омъжена.

## Избрана филмография
| Година | Филм                | Оригинално заглавие      | Роля                | Режисьор             |
| ------ | ------------------- | ------------------------ | ------------------- | -------------------- |
| 1995   | Златното око        | GoldenEye                | Ирина               | Майкъл Кембъл        |
| 1996   | Слийпърс            | Sleepers                 | Карол               | Бари Левинсън        |
| 1997   | Добрият Уил Хънтинг | Good Will Hunting        | Скайлър             | Гас Ван Сант         |
| 1999   | Тарзан              | Tarzan                   | Джейн Портър (глас) | Кевин Лима, Крис Бък |
| 2004   | Фантомът от Операта | The Phantom of the Opera | Карлота             | Джоел Шумахер        |